# Исаков, Пётр Петрович
Пётр Петрович Исаков (1888 — 1956) — командующий войсками Ленинградского военного округа, дивизионный комиссар.

## Биография
Родился в русской рабоче-крестьянской семье. Окончил начальную школу в 1900 и ремесленное училище в 1909. Рабочий-металлист, затем на военной службе. В РКП(б) с февраля 1917 (по другим данным с 1915), в РККА с 1918. Комиссар по военным делам Петроградской трудовой коммуны с 18 февраля до 20 мая 1919, исполнял обязанности начальника политического управления в феврале-марте. Окончил высшие курсы политсостава РККА. Окружной военный комиссар Петроградского военного округа с 20 мая до 19 декабря 1919, после чего комиссар по военным делам (помощник окружного военного комиссара) до 15 февраля 1920. В 1921 комиссар Николаевской железной дороги. До 1922 заместитель начальника военно-учебных заведений Петроградского военного округа. В 1924-1926 военком 4-й Ленинградской кавалерийской дивизии. В 1926-1930 военком кавалерийских курсов усовершенствования командного состава РККА. В 1937-1939 военком Военной академии химической защиты имени К. Е. Ворошилова, затем военного факультета при 2-м Московском медицинском институте. В 1939 в распоряжении Управления по командному и начальственному составу РККА, репрессирован. Реабилитирован в 1955. Похоронен на Введенском кладбище.

### Звания
- рядовой (1915);
- дивизионный комиссар (2 января 1936);
- полковник (1955).